# Calonectria kyotensis
Calonectria kyotensis är en svampart som beskrevs av Terash. 1968. Calonectria kyotensis ingår i släktet Calonectria och familjen Nectriaceae.   Inga underarter finns listade i Catalogue of Life.